# Caligula und Messalina
Caligula und Messalina ist ein französisch-italienischer Erotikfilm aus dem Jahr 1981 von Bruno Mattei.

## Handlung
Messalina ist eine machtgierige Nymphomanin, die vor nichts zurückschrecken wird, um Kaiserin von Rom zu werden. Sie macht Caligula auf sich aufmerksam und verführt die jüngere Schwester des Kaisers, Agrippina, die hofft, dass ihr Sohn Nero schließlich der Herrscher von Rom wird. Mit seinem besten Freund Callistus hat Caligula derweil bisexuelle Erfahrungen, die in einer Orgie gipfeln.

## Hintergründe
Der Film wurde zwei Jahre nach dem berühmten Tinto-Brass-Film Caligula veröffentlicht. 
In der deutschsprachigen Synchronisation wird Caligula von Frank Glaubrecht, Callistus von Wolfgang Pampel, Agrippina von Rita Engelmann und Messalina von Ursula Heyer synchronisiert.